# Утхунгулу
Утхунгулу (зулу uThungulu) — район провинции Квазулу-Натал (ЮАР). Название района происходит от слова языка зулу, означающего кустарник карисса крупноцветковая, который в больших количествах растёт здесь вдоль побережья. Административный центр — Ричардс-Бей. Другие крупные города — Эсикхавини, Эшове. По данным переписи 2001 года большинство населения района говорит на языке зулу.

## Административное деление
В состав района Утхунгулу входят шесть местных муниципалитетов:
- Умхлатхузе (местный муниципалитет)
- Умлалазе (местный муниципалитет)
- Нкандла (местный муниципалитет)
- Мбонамби (местный муниципалитет)
- Нтамбанана (местный муниципалитет)
- Мтхонджанени (местный муниципалитет)